# Wuzhishan
Wuzhishan léase Wuzhí-Shán (en chino:五指山, pinyin:Wǔzhǐshān shì; antes:Tongshi, en chino:通什市) es una ciudad-subprefectura bajo la administración directa de la provincia de Hainan. Se ubica al oeste de las costa del Mar de la China Meridional y al sur de la República Popular China. Su área es de 1129 km² y su población es de 115 000 (2010).

## Administración
La ciudad de Wuzhishan se divide en 4 poblados y 2 villas:
- Poblado Chōng shān 冲山镇
- Poblado nán shèng 南圣镇
- Poblado máo yáng 毛阳镇
- Poblado fān yáng 番阳镇
- Villa chàng hǎo 畅好乡
- Villa máo dào xiāng hé shuǐ mǎn 毛道乡和水满乡

## Toponimia
La ciudad toma su nombre de la montaña Wuzhí (五指山) de 1840 m de alto,la más alta de la isla y que significa literalmente "cinco dedos", debido a los picos de la misma.

## Clima
| Parámetros climáticos promedio de Wuzhishan (1971-2000) | Parámetros climáticos promedio de Wuzhishan (1971-2000) | Parámetros climáticos promedio de Wuzhishan (1971-2000) | Parámetros climáticos promedio de Wuzhishan (1971-2000) | Parámetros climáticos promedio de Wuzhishan (1971-2000) | Parámetros climáticos promedio de Wuzhishan (1971-2000) | Parámetros climáticos promedio de Wuzhishan (1971-2000) | Parámetros climáticos promedio de Wuzhishan (1971-2000) | Parámetros climáticos promedio de Wuzhishan (1971-2000) | Parámetros climáticos promedio de Wuzhishan (1971-2000) | Parámetros climáticos promedio de Wuzhishan (1971-2000) | Parámetros climáticos promedio de Wuzhishan (1971-2000) | Parámetros climáticos promedio de Wuzhishan (1971-2000) | Parámetros climáticos promedio de Wuzhishan (1971-2000) |
| Mes                                                     | Ene.                                                    | Feb.                                                    | Mar.                                                    | Abr.                                                    | May.                                                    | Jun.                                                    | Jul.                                                    | Ago.                                                    | Sep.                                                    | Oct.                                                    | Nov.                                                    | Dic.                                                    | Anual                                                   |
| ------------------------------------------------------- | ------------------------------------------------------- | ------------------------------------------------------- | ------------------------------------------------------- | ------------------------------------------------------- | ------------------------------------------------------- | ------------------------------------------------------- | ------------------------------------------------------- | ------------------------------------------------------- | ------------------------------------------------------- | ------------------------------------------------------- | ------------------------------------------------------- | ------------------------------------------------------- | ------------------------------------------------------- |
| Temp. máx. media (°C)                                   | 22.7                                                    | 23.8                                                    | 26.8                                                    | 29.8                                                    | 32.1                                                    | 32.7                                                    | 33.0                                                    | 32.6                                                    | 31.1                                                    | 28.8                                                    | 25.9                                                    | 23.2                                                    | 28.5                                                    |
| Temp. media (°C)                                        | 18.5                                                    | 19.7                                                    | 22.6                                                    | 25.5                                                    | 27.4                                                    | 28.3                                                    | 28.4                                                    | 27.8                                                    | 26.8                                                    | 25.0                                                    | 22.1                                                    | 19.2                                                    | 24.3                                                    |
| Temp. mín. media (°C)                                   | 15.8                                                    | 17.1                                                    | 19.8                                                    | 22.7                                                    | 24.3                                                    | 25.3                                                    | 25.2                                                    | 24.7                                                    | 24.0                                                    | 22.4                                                    | 19.4                                                    | 16.5                                                    | 21.4                                                    |
| Lluvias (mm)                                            | 31.4                                                    | 43.5                                                    | 47.5                                                    | 125.4                                                   | 215.4                                                   | 196.5                                                   | 178.8                                                   | 280.4                                                   | 367.6                                                   | 345.7                                                   | 159.6                                                   | 68.2                                                    | 2060.0                                                  |
| Días de lluvias (≥ 0.1 mm)                              | 10.6                                                    | 11.1                                                    | 10.1                                                    | 12.1                                                    | 15.0                                                    | 14.6                                                    | 12.9                                                    | 17.9                                                    | 17.5                                                    | 16.5                                                    | 13.4                                                    | 10.8                                                    | 162.5                                                   |
| Horas de sol                                            | 116.3                                                   | 101.6                                                   | 150.3                                                   | 181.4                                                   | 219.3                                                   | 225.3                                                   | 251.4                                                   | 215.4                                                   | 179.8                                                   | 162.5                                                   | 121.1                                                   | 112.2                                                   | 2036.6                                                  |
| Humedad relativa (%)                                    | 87                                                      | 88                                                      | 87                                                      | 86                                                      | 85                                                      | 84                                                      | 84                                                      | 86                                                      | 87                                                      | 86                                                      | 85                                                      | 84                                                      | 85.8                                                    |
| Fuente: China Meteorological Administration             |                                                         |                                                         |                                                         |                                                         |                                                         |                                                         |                                                         |                                                         |                                                         |                                                         |                                                         |                                                         |                                                         |